# 岡村明美
岡村 明美（おかむら あけみ、1969年〈昭和44年〉3月12日 - ）は、日本の女性声優。東京都出身。マウスプロモーション所属。

## 経歴
昔から朗読が好きで、国語の授業の朗読で「私をあてて」と思っていたり、図書館で紙芝居を借りて、妹や近所の子供たちに読んでいた。
受験に失敗したことをきっかけに「1度の人生、自分のしたいことをしよう!」と思い立ち、この朗読好きを生かそうと東京アナウンスアカデミーに入学。卒業後、1990年にマウスプロモーション付属養成所に入所し、1992年よりマウスプロモーションに所属。同年スタジオジブリ制作映画『紅の豚』のヒロインのフィオ・ピッコロ役でデビューする。
『金田一少年の事件簿』の「天草財宝殺人事件」にゲスト出演した際の岡村の演技が東映アニメーションのプロデューサー・清水慎治の目に留まり、『ONE PIECE』のオーディションに誘われ、ナミ役を射止めた。
既婚者であり、妊娠のため2001年に声優業を一時休業、その間『ONE PIECE』のナミ役は義姉・ノジコ役の声優でもある山崎和佳奈が代役を担当した。
2024年、第18回声優アワードで、富山敬・高橋和枝賞を受賞。

## 人物・エピソード
子供全般、オキャンで勝気な女性を演じる。
特技は書道。小学校の頃から書道塾に通っており、祖父は筆職人だった。また岡村自身も書道師範の免状を持っている。
顔が丸く、初対面の声優から「顔が丸くて、目が大きくて…」と言われると、「ああ、岡村ね」と言われるほどだったという。
『紅の豚』のダビングで遅くなった帰り、家が同じ方向だった宮崎駿に車で送ってもらったが、宮崎はその後、立ち往生したらしく、後日音響監督に怒られたという。

### 『ONE PIECE』関連
ナミ役を射止めたオーディションには、ゾロ役を担当することになる中井和哉と同じ組で参加している。オーディション当日に渡された原稿は、「アーロンパーク編」のナミがルフィに助けを求める場面であった。この場面は、岡村自身がナミを演じてきた中で一番思い入れのある場面として挙げている。また、ウソップ役の山口勝平との対談の中で、「ナミは、『助けて』と言ったらその人が死んでしまうと思っているから、自分が人に助けを求めてはいけないと思っているんです。でもそんなナミが、『助けて』と言えるくらい信頼できる仲間を見つけたんです」と語り、「あの場面で、ナミがずっと言いたかったけど言えなかった言葉をやっと出せた」「一番重くて、思い出深いです」と述べている。
ナミがルフィの「仲間」になる前と後の違いについては、「心から笑えるようになったんです。笑い一つ取っても、全然違うんです」「仲間との出会いで人生がガラッと変わり、自分の夢も追えるようになった。仲間が導いてくれたんです」と語っている。
ナミの人物像については「突っ走る少年たちをちゃんと導いてあげられる存在」「人のために頑張れる人」「辛いと口に出さず、自分の中に秘めていける心の強さも持っている」と述べている。岡村本人はショートカットだった時のナミのほうが好きだといい、「『してやったり！』という感じのドヤ顔がかわいいんです」とのこと。
ナミを演じる時は、「決め事をしない」と決めているという。ナミを演じ始めた頃は「自分に全然余裕がなかった」といい、義母のベルメールがアーロンの凶弾に倒れて最期を迎えるシーンでは、「いろんなことが頭を回ってグチャグチャでした」と振り返っている。また、2年後のナミを演じる時、監督から「ちょっと色っぽく演じてほしい」と言われ、役作りに苦労したという。
『ONE PIECE』のアフレコの時、台本に書かれた「サンダーボルト=テンポ」の文言を田中真弓に悪戯され、そのまま思い切り読んでしまったためにかなり恥ずかしい思いをしたことがある。
テレビスペシャル『エピソードオブナミ』（2012年8月25日放送）は、12年ぶりに「アーロンパーク編」を扱ったテレビ作品である。岡村は「（ルフィの『仲間』である）今のナミは『助けに来てね！』と言えるけど、そのナミがルフィの『仲間』になる前に戻るということに、大丈夫かなと思っていました」としつつも、「スタジオに行って、ベルメールさん（日髙のり子）やゲンさん（塩屋浩三）やノジコ（山崎和佳奈）の、あの頃と同じセリフを聴いてすぐに戻れました」と振り返っている。また、岡村はこの作品を「原点のナミに戻れる宝になった作品」と評している。

## 出演
太字はメインキャラクター。

### テレビアニメ
1992年
- カリメロ（プリシラ）
- クレヨンしんちゃん（1992年 - 2021年、岩田、リカ、中弘子、マユママ、ちんのすけのママ、真倉そば子、激おこぷんぷんまだむ 他）
- それいけ!アンパンマン（1992年 - 2024年、こくらげまん、つばさくん〈2代目〉、モン吉〈5代目〉）
- 超電動ロボ 鉄人28号FX（司会者、タカコ、保母）
- 姫ちゃんのリボン（ゆみ子）
- らんま1/2 熱闘編

1994年
- カラオケ戦士マイク次郎（1994年 - 1995年、生徒、子供、女生徒）
- 超くせになりそう（クマ子）
- 覇王大系リューナイト（ルミナ）
- 魔法陣グルグル（チュリカ）
- ヤマトタケル（シラヌイ）
- ルパン三世 燃えよ斬鉄剣

1995年
- 鬼神童子ZENKI（南雲さやか）
- 獣戦士ガルキーバ（ミレイア、火浦麻由）
- 十二戦支 爆烈エトレンジャー（春鈴）
- ズッコケ三人組 楠屋敷のグルグル様（荒井陽子）
- 闘魔鬼神伝ONI（深青）
- NINKU -忍空-（美香）
- バーチャファイター（女優）
- ふしぎ遊戯（結蓮）
- ロミオの青い空（ビアンカ）

1996年
- 赤ちゃんと僕（藤井浅子、竹中七海、真由美先生）
- いじわるばあさん（伊知割サナエ）
- ゴジラ王国（博士〈代役〉）
- こどものおもちゃ（羽山夏美、鳥山昇、石田三男）
- シンデレラ物語（イザベル）
- 逮捕しちゃうぞ（徹）
- 超者ライディーン（宮本勝平）

1997年
- 家なき子レミ（女の子）
- CLAMP学園探偵団（妹之山残）
- ゲゲゲの鬼太郎（第4作）（幸美）
- スレイヤーズTRY（セーラ）
- バトルアスリーテス大運動会（ミランダ・アーカー・ヴァルター）
- HARELUYA II BØY（渚乃なつみ）

1998年
- ああっ女神さまっ 小っちゃいって事は便利だねっ（ベルダンディー〈代役〉）
- Weiß kreuz（早坂ミチル）
- 吸血姫美夕（ユイリィ）
- 浦安鉄筋家族（大沢木桜、上田信彦、仁ママ）
- おじゃる丸（1998年 - 、石清水健太郎、電モモ、すずチュン、ミドリオニ、ウシ丸 他）
- 超魔神英雄伝ワタル（メリー）
- ポケットモンスター（ムラサメ・リンドウ）
- MASTERキートン（ヘレン）

1999年
- いつも心に太陽を!（母さん）
- 今、そこにいる僕（シュウ）
- 金田一少年の事件簿（1999年 - 2015年、最上葉月、桐島レオナ、禅田みるく） - 2シリーズ
- ぐるぐるタウンはなまるくん（みーにゃ）
- 鋼鉄天使くるみ（カオリ）
- GTO（上原杏子）
- 週刊ストーリーランド（女の声、女人形）
- ゾイド -ZOIDS-（1999年 - 2000年、マリア）
- ONE PIECE（1999年 - 、ナミ、スー、セト、ゴンベ、アフェランドラ、ココア〈偽ロビン〉、ヴィンスモーク・ヨンジ〈子供〉） - 1シリーズ + 特別編9作品 / ナミ、セト以外は全て「粗忽屋武蔵野店」名義

2000年
- 風まかせ月影蘭（猫鉄拳のミャオ）
- サクラ大戦TV（藤井かすみ）
- だぁ!だぁ!だぁ!（クシャーナ）
- タイムボカン2000 怪盗きらめきマン（ルビー・ゴールド）
- はじめの一歩（三上玲子）

2001年
- おジャ魔女どれみ シリーズ（2001年 - 2002年、万田じゅんじ、万田ようこ） - 2シリーズ
- フルーツバスケット（みっちゃん、草摩潑春〈幼少時〉、少年）
- 魔法少女猫たると（道明寺杏子、ウイロー）

2002年
- あたしンち（2002年 - 2009年、ゆかりんママ、母親B、田中）
- アベノ橋魔法☆商店街（今宮沙也香、小鬼）
- 東京ミュウミュウ（万里子）
- ドラゴンドライブ（サリー）
- ぴたテン（早紗）
- ふぉうちゅんドッグす（ポロン）

2003年
- 明日のナージャ（ザビー）
- ガンパレード・マーチ 〜新たなる行軍歌〜（芝村舞）
- 釣りバカ日誌（テデュー）
- デ・ジ・キャラットにょ（フランソワうさだ）
- ドラえもん（テレビ朝日版第1期）（佐渡寿子）
- 人間交差点（幼少の染谷健一）
- ポケットモンスター アドバンスジェネレーション（2003年 - 2005年、ミッシェル、リリアン）
- まぶらほ（女将（ルミ子）、絵里）
- 妄想科学シリーズ ワンダバスタイル（YOKOMAKI、九十九不縁、トリコロールC）

2004年
- アガサ・クリスティーの名探偵ポワロとマープル（ベネチア・カー）
- 恋風（千鳥要）
- 金色のガッシュベル!!（キッド、高橋真美子）
- 無人惑星サヴァイヴ（ルナの母）
- モンキーターン（萩原麻琴、実況アナウンサー） - 2シリーズ
- 勇午 〜交渉人〜（リューバ）
- レジェンズ 甦る竜王伝説（シュウゾウ・マツタニ）

2005年
- ARIA The ANIMATION（アガサ）
- ドラえもん（テレビ朝日版第2期）（2005年 - 2014年、タンポポ、人魚姫の母、女店主〈幸子の母〉、男の子、ピアノの先生）
- ノエイン もうひとりの君へ（上乃木明日香、少年時代のアトリ）
- ふたりはプリキュア Max Heart（大輝）
- MONSTER（アナ、トマーシュ）

2006年
- 彩雲国物語（珠翠、幼少期の劉輝）
- 地獄少女（湊藤江）
- 灼眼のシャナ（2006年 - 2012年、先代『炎髪灼眼の討ち手』マティルダ・サントメール） - 2シリーズ
- 人造昆虫カブトボーグ V×V（2006年 - 2007年、シェリル、銀次 / 給食のおばさん）
- NANA（小松奈緒）
- ふたりはプリキュア Splash Star（フープ、霧生薫〈2代目〉）
- まじめにふまじめ かいけつゾロリ（ココ）
- 蟲師（カジ）
- 妖怪人間ベム（ハーピー）

2007年
- 風の少女エミリー（ペリー・ミラー）
- ケンコー全裸系水泳部 ウミショー（要の母）
- 鋼鉄神ジーグ（身堂竜子）
- D.Gray-man（クラウディア）
- Devil May Cry（エリーゼ）
- 出ましたっ!パワパフガールズZ（赤提柿子）
- ポケットモンスター ダイヤモンド&パール（サターン）
- ラブ★コン（小泉リサ）
- レンタルマギカ（御凪鎬）

2008年
- テレパシー少女 蘭（磯崎玲奈）
- 夏目友人帳（2008年 - 2024年、ヒノエ） - 7シリーズ
- ねぎぼうずのあさたろう（おてる）
- のらみみ2（ヤギロベエ）
- 魔人探偵脳噛ネウロ（露木さくら）

2009年
- ご姉弟物語（みちこ先生、少年A）
- たまごっち!（2009年 - 2014年、まきこ、たまステっち、ほしガールっち、カフェママ、モードっち先生、キイロハナっち、ごつごつっち） - 4シリーズ
- 鋼の錬金術師 FULLMETAL ALCHEMIST（パニーニャ）
- はっけん たいけん だいすき!しまじろう
- 名探偵コナン（2009年 - 2016年、平良靖枝、北尾留海、小柳緑）
- 遊☆戯☆王5D's（バーバラ）

2010年
- 海月姫（まやや）
- 書家（月影）

2011年
- X-MEN（久子の母）
- SHIN-MEN（ママン）
- ダンボール戦機（2011年 - 2013年、真野晶子、山野真理恵、イブ） - 2シリーズ
- デジモンクロスウォーズ 〜時を駆ける少年ハンターたち〜（櫂トキオ）

2012年
- 神様はじめました（亀姫）
- 機動戦士ガンダムAGE（エイラ・ローズ）

2013年
- 宇宙戦艦ヤマト2199（ミレーネル・リンケ）
- トリコ×ONE PIECE×ドラゴンボールZ 超コラボスペシャル!!（ナミ）

2014年
- アイカツ!（ひなきママ）
- 少年ハリウッド -HOLLY STAGE FOR 49-（紺野美希）
- ハピネスチャージプリキュア!（ホッシーワ / 星和歌子）
- HUNTER×HUNTER（第2作）（女性キャスター）
- ポケットモンスター XY（リンジー）
- 毎度!浦安鉄筋家族（江戸五郎、山田真夜）
- マジンボーン（竜神智恵）
- メカクシティアクターズ（シオン / 小桜紫苑）

2016年
- 僕だけがいない街（雛月母）

2017年
- sin 七つの大罪（真莉亜の母）

2018年
- メルヘン・メドヘン（2018年 - 2019年、学園長）
- パズドラ（2018年 - 2025年、明石千里、ヤス、男子、ファン）
- 信長の忍び（えい）
- ガイコツ書店員 本田さん（アーマー、ミシェル、お母さん）

2019年
- 明治東亰恋伽（有馬）
- 不機嫌なモノノケ庵 續（アオイ）
- ROMANCE DAWN（アン）

2020年
- くまクマ熊ベアー（2020年 - 2023年、ボウ） - 2シリーズ

2021年
- 平穏世代の韋駄天達（リン）

2022年
- であいもん（美弦の祖母）
- シュート!Goal to the Future（タケオ）
- ポケットモンスター 遥かなる青い空（サエ）

2023年
- もののがたり（皐月） - 2シリーズ
- おしりたんてい（ポンポン / かいとうP）
- キボウノチカラ〜オトナプリキュア'23〜（ダークナイトライト / 薫）

2024年
- キングダム（少年）

2025年
- 完璧すぎて可愛げがないと婚約破棄された聖女は隣国に売られる（修道女）
- 履いてください、鷹峰さん（大学生C、フェアリー・ゴッデス）
- 異世界黙示録マイノグーラ〜破滅の文明で始める世界征服〜（ダークエルフ）
- 傷だらけ聖女より報復をこめて（シャーロット・メイル）

### 劇場アニメ
1992年
- 紅の豚（フィオ・ピッコロ）

1999年
- ガンドレス（マルシア・アサノ）

2000年
- ONE PIECE（ナミ）

2001年
- サクラ大戦 活動写真（藤井かすみ）
- ONE PIECE ねじまき島の冒険（ナミ）
- ジャンゴのダンスカーニバル（ナミ）

2002年
- シックス・エンジェルズ（ドリス・ニコラス）
- デジモンフロンティア 古代デジモン復活!!（ベアモン）
- ONE PIECE 珍獣島のチョッパー王国（ナミ）
- ONE PIECE 夢のサッカー王!（ナミ）

2003年
- ONE PIECE THE MOVIE デッドエンドの冒険（ナミ）

2004年
- PARASITE DOLLS-劇場版-（マイケルソン）
- ONE PIECE 呪われた聖剣（ナミ）

2005年
- ONE PIECE THE MOVIE オマツリ男爵と秘密の島（ナミ）

2006年
- 映画 ふたりはプリキュア Splash Star チクタク危機一髪!（フープ）
- ONE PIECE THE MOVIE カラクリ城のメカ巨兵（ナミ）

2007年
- ONE PIECE エピソードオブアラバスタ 砂漠の王女と海賊たち（ナミ）

2008年
- ONE PIECE THE MOVIE エピソードオブチョッパー+冬に咲く、奇跡の桜（ナミ）

2009年
- 映画 プリキュアオールスターズDX みんなともだちっ☆奇跡の全員大集合!（フープ）
- ONE PIECE FILM STRONG WORLD（ナミ）

2010年
- 映画 プリキュアオールスターズDX2 希望の光☆レインボージュエルを守れ!（フープ、霧生薫）

2011年
- 映画 プリキュアオールスターズDX3 未来にとどけ! 世界をつなぐ☆虹色の花（フープ）
- ONE PIECE 3D 麦わらチェイス（ナミ）

2012年
- 虹色ほたる 〜永遠の夏休み〜（ユウタの母）
- ぷかぷかジュジュ（ママ）
- ONE PIECE FILM Z（ナミ）

2016年
- ONE PIECE FILM GOLD（ナミ）

2018年
- 名探偵コナン ゼロの執行人（アナウンサーA）
- 劇場版 夏目友人帳（2018年 - 2021年、ヒノエ） - 2作品

2019年
- 映画コラショの海底わくわく大冒険!（キッズ）
- ONE PIECE STAMPEDE（ナミ）

2022年
- ONE PIECE FILM RED（ナミ）

2023年
- 劇場版 SPY×FAMILY CODE: White（ユーイン・エッジバーグ）

2025年
- 映画しまじろう しまじろうとゆうきのうた（ビンゴ）

### OVA
1993年
- アルスラーン戦記 汗血公路（イリーナ）
- ブラック・ジャック（後藤香）

1994年
- すすめ!ゴジランド（キングキドラ三郎、ゴジリン）

1995年
- 学校の幽霊
- こどものおもちゃ（来海麻子）
- YAMATO2520（ローズ、ミミ）

1996年
- BURN-UP W（千里）

1997年
- AIKa（ミナ・エツコ）
- サクラ大戦 桜華絢爛（藤井かすみ）
- バトルアスリーテス大運動会（ミランダ・アーカー・ヴァルター）

1998年
- 10ぴきのかえる（カンガエル）
- HUNTER×HUNTER（ミト）

1999年
- サクラ大戦 轟華絢爛（藤井かすみ）

2000年
- MEZZO FORTE（桃井桃美）
- 世にも恐ろしいグリム童話（ペーター、マリアンヌ、カテリーナ）

2001年
- アニメーション制作進行くろみちゃん（深水葵、ケン）

2002年
- サクラ大戦 神崎すみれ 引退記念 す・み・れ（藤井かすみ）

2003年
- PARASITE DOLLS（マイケルソン）

2004年
- 低俗霊DAYDREAM（アイの姉）

2007年
- テイルズ オブ シンフォニア THE ANIMATION シルヴァラント編（2007年 - 2012年、藤林しいな） - 3シリーズ

2008年
- ONE PIECE ロマンス ドーン ストーリー（ナミ）
- KITE LIBERATOR（向井小夏）

2010年
- スーパーストリートファイターIV（母）※Xbox 360版限定特典アニメ

2011年
- SUPERNATURAL: THE ANIMATION（エヴァ）

### Webアニメ
- ニンジャラ 美しき侵入者（2020年、おばさん）
- ポケットモンスター 神とよばれし アルセウス（2022年、サターン）

### ゲーム
1995年
- 制服伝説プリティ・ファイターX（緑川みなみ）
- フィロソマ（カレン・レイノックス）

1996年
- カオスコントロール（ジェシカ・ダークヒル）
- サクラ大戦（藤井かすみ）
- FIST（土月真澄）

1997年
- クロス・ロマンス 恋と麻雀と花札と（夏目さやか）
- サクラ大戦 蒸気ラジヲショウ（藤井かすみ）
- サクラ大戦 花組通信（藤井かすみ）
- 続 初恋物語 〜修学旅行〜（中山芹香）
- 花組対戦コラムス（藤井かすみ）

1998年
- AZEL -パンツァードラグーン RPG-（シェラ）
- サクラ大戦2 〜君、死にたもうことなかれ〜（藤井かすみ）
- サクラ大戦 帝撃グラフ（藤井かすみ）
- ゼノギアス（オペレーター）
- バックガイナー（麻生鈴音）
- バッケンローダー（キャロル・ミュー、アイドル・レース）

1999年
- 第3次スーパーロボット大戦CB（明日香麗）
- 火魅子伝 〜恋解〜（上乃）
- レジェンド オブ ドラグーン（シェーナ）
- ロードオブモンスターズ（PS版）（ウルト）

2000年
- 高機動幻想ガンパレード・マーチ（芝村舞）
- サクラ大戦 花組対戦コラムス2（藤井かすみ）
- スーパーロボット大戦α（明日香麗）
- 世界一ツイてない女 どつぼちゃん

2001年
- 鬼武者（雪姫）
- 蚊（高嶋綾香）
- 正義の味方（結城やよい）
- デ・ジ・キャラットファンタジー（鈴）
- リリーのアトリエ 〜ザールブルグの錬金術士3〜（ヘートヴィッヒ・マクスハイム）
- From TV animation ONE PIECE グランドバトル!（ナミ）
- From TV animation ONE PIECE とびだせ海賊団!（ナミ）

2002年
- GALAXY ANGEL（シヴァ・トランスバール）
- サクラ大戦4 〜恋せよ乙女〜（藤井かすみ）
- From TV animation ONE PIECE グランドバトル!2（ナミ）
- From TV animation ONE PIECE トレジャーバトル!（ナミ）

2003年
- イースI・IIエターナルストーリー（レア）
- サクラ大戦 〜熱き血潮に〜（藤井かすみ）
- テイルズ オブ シンフォニア（藤林しいな）
- From TV animation ONE PIECE オーシャンズドリーム!（ナミ）
- ONE PIECE グランドバトル! 3（ナミ）

2004年
- 金色のガッシュベル!! 友情タッグバトル（キッド）
- 金色のガッシュベル!! 友情タッグバトル フルパワー（キッド）
- 金色のガッシュベル!! 激闘!最強の魔物達（キッド）
- 金色のガッシュベル!! うなれ!友情の電撃2（キッド）
- 3年B組金八先生 伝説の教壇に立て!（広沢りん子）
- 鋼の錬金術師2 赤きエリクシルの悪魔（エルマ）
- マグナカルタ（レハス）
- レジェンズ激闘!サーガバトル（シュウ）
- ONE PIECE ランドランド!（ナミ）

2005年
- カウボーイビバップ 追憶の夜曲（ビアンカ）
- コード・エイジ コマンダーズ（ミーム）
- 金色のガッシュベル!! 友情タッグバトル2（キッド）
- 金色のガッシュベル!! うなれ!友情の電撃 ドリームタッグトーナメント（キッド）
- 金色のガッシュベル!! ゴー!ゴー!魔物ファイト!!（キッド）
- サクラ大戦V 〜さらば愛しき人よ〜（藤井かすみ）
- テイルズ オブ ザ ワールド なりきりダンジョン3
- Twelve〜戦国封神伝〜（シナオ、ジン八型）
- Little Aid（広瀬希世子、勅使河原京香、匣里都）
- レーシングバトル -C1 GRAND PRIX-（説明画面ナレーション）
- ONE PIECE グラバト! RUSH（ナミ）
- Fighting For ONE PIECE（ナミ）
- ONE PIECE パイレーツカーニバル（ナミ）

2006年
- ガンパレード・オーケストラ（芝村舞）
- バテン・カイトスII 始まりの翼と神々の嗣子（ローロ）
- バトルスタジアムD.O.N（ナミ）

2007年
- テイルズ オブ ファンダム Vol.2（藤林しいな）
- プリンセスメーカー5（キューブ）
- ONE PIECE アンリミテッドアドベンチャー（ナミ）
- ONE PIECE ギアスピリット（ナミ）

2008年
- テイルズ オブ シンフォニア -ラタトスクの騎士-（藤林しいな）
- ドラマチックダンジョン サクラ大戦 〜君あるがため〜（藤井かすみ）
- バトルオブサンライズ（イングリット・ハルド）
- ONE PIECE アンリミテッドクルーズ エピソード1 -波に揺れる秘法-（ナミ）
- ONE PIECE ワンピーベリーマッチ（ナミ）

2009年
- ONE PIECE アンリミテッドクルーズ エピソード2 -目覚める勇者-（ナミ）

2010年
- ONE PIECE ギガントバトル!（ナミ）

2011年
- テイルズ オブ ザ ワールド レディアント マイソロジー3（藤林しいな、ヒーローボイス）
- ONE PIECE ギガントバトル! 2 新世界（ナミ）

2012年
- Dragon Age II（アヴェリン）
- ファイアーエムブレム 覚醒（エメリナ、ヘンリー）
- ワンピース 海賊無双（2012年 - 2020年、ナミ） - 4作品
- ワンピース ROMANCE DAWN 冒険の夜明け（ナミ）

2013年
- テイルズ オブ シンフォニア ユニゾナントパック（藤林しいな）
- ONE PIECE アンリミテッドワールド レッド（ナミ）

2014年
- レオズ・フォーチュン（マチルダ）
- ONE PIECE 超グランドバトル! X（ナミ）
- ONE PIECE トレジャークルーズ（ナミ）
- ONE PIECE ワンピースキングス（ナミ）

2015年
- スーパーロボット大戦BX（エイラ・ローズ）
- ニード・フォー・スピード (2015)（エイミー）

2016年
- いけにえと雪のセツナ（キール）
- 世界樹の迷宮V 長き神話の果て（メリーナ）

2017年
- ファイアーエムブレム ヒーローズ（2017年 - 2025年、ブリギッド、エーヴェル、エメリナ、ヘンリー、コルネリア）

2018年
- 真紅の焔 真田忍法帳（淀の方）

2019年
- テイルズ オブ ザ レイズ（藤林しいな）
- 金色のガッシュベル!! Golden Memories（キッド）
- ファイアーエムブレム 風花雪月（コルネリア）

2020年
- グランブルーファンタジー（2020年 - 2022年、ドナ、ナミ）

2021年
- 共闘ことばRPG コトダマン（キッド）

2022年
- ファイアーエムブレム無双 風花雪月（コルネリア＝アルニム）
- 荒野行動（ナミ）
- 鋼の錬金術師 MOBILE（パニーニャ）
- モンスターストライク（ナミ）
- パズル&ドラゴンズ（ナミ）

2023年
- ONE PIECE ODYSSEY（ナミ）

2024年
- 金色のガッシュベル!! 永遠の絆の仲間たち（キッド、真美子）
- アナザーコード リコレクション：2つの記憶 / 記憶の扉（ジェシカ・ロビンズ）

2025年
- Honor of Kings（ミレディ）

### ドラマCD
- 新しいゲーム始めました。～使命もないのに最強です?～（白）
- アルスラーン戦記【第2部】3 妖雲群行（レイラ）
- EREMENTAR GERAD ドラマCD 第1 - 3巻（キーア〈キュリート・エンヴァティリア〉）
- 風まかせ月影蘭 CDシネマ「CDネタにとっといた。」（ミャオ）
- ガンパレード・マーチ 〜新たなる行軍歌〜 シリーズ（芝村舞）
  - ガンパレード・マーチ〜新たなる行軍歌〜 Vol.1 - Vol.4
  - ガンパレード・マーチ〜新たなる行軍歌〜 SPECIAL Vol.1・2
- 高機動幻想ガンパレード・マーチ シリーズ（芝村舞）
  - オリジナルドラマ1 夢散幻想 1 - 4
  - オリジナルドラマ5 少女幻想
  - オリジナルドラマ6 英雄幻想 1 - 3
  - みんなのがんぱれーど・まーち 1・2
- 恋するシロクマ 「僕が君を守るよ」（ジュリー、アザラシの母、シロクマの母）※第3巻ドラマCD付限定版
- 聖刻覇伝 ラシュオーンの嵐（リーシュ・マクモ）
- 花宵ロマネスク シリーズ（城崎優子）
- GファンタジーコミックCDコレクション ファイアーエムブレム暗黒竜と光の剣（レナ、少年時代のマリク）
- 新世紀GPXサイバーフォーミュラ シリーズ（リサ・ハイネル）
  - 新世紀GPXサイバーフォーミュラ SAGAII ROUND3 鋼鉄のマイスタージンガー
  - 新世紀GPXサイバーフォーミュラ SAGAII ROUND4 レディ!!
- 放課後のトム・ソーヤー（U学園の少女）
- 丸川くん家の猫たち シリーズ（オハナさん）
  - 丸川くん家の猫たち
  - 丸川くん家の猫たち 第二席 夏キネマ
- ドラマCD 八雲立つ 音盤物語（春実）
- ワイルドアームズ 2ndイグニッション オリジナルドラマ（アルテイシア・ルン・ヴァレリア、アナスタシア・ルン・ヴァレリア）
- ラブ★コン DVD BOX volume.2 bonus CD（小泉リサ）

### 吹き替え

#### 映画
- アステロイド/最終衝撃（エリオット・マッキー）※ソフト版
- アダムス・ファミリー（ファーキンス〈レラ・アイヴィー〉）※日本テレビ版
- アメリカン・ハート（モリー）
- アメリカン・プレジデント（ルーシー・シェファード）
- ある日モテ期がやってきた（マーニー〈リンゼイ・スローン〉）
- IT ※NHK-BS2版
- 今そこにある危機 ※テレビ朝日版
- インタビュー・ウィズ・ヴァンパイア（イヴェット〈タンディ・ニュートン〉）※ソフト版
- ヴァンパイア・ハンター（ミーガン〈イザベラ・マイコ〉）
- 美しい夜、残酷な朝（メイ〈バイ・リン〉）
- エアフォース・ワン（アリス・マーシャル[69]）※日本テレビ版
- EVER AFTER（マルガリート）
- ガン&スピリット（バーバラ）
- カンザス・シティ（ブロンディ・オハラ〈ジェニファー・ジェイソン・リー〉）
- キャスパー（アンバー〈ジェシカ・ウェッソン〉）※日本テレビ版
- ギルバート・グレイプ（エレン・グレイプ〈メアリー・ケイト・シェルハート〉）
- キングコング ※日本テレビ版
- グース ※テレビ朝日版
- グッドナイト・ムーン（アンナ・ハリソン〈ジェナ・マローン〉）
- コヨーテ・アグリー（グロリア〈メラニー・リンスキー〉）
- サイドキックス（ローレン〈ダニカ・マッケラー〉）
- シティ・スリッカーズ ※テレビ東京版
- シックス・ストリング・サムライ（キッド）
- ジャイアント・ベビー（マンディ・パーク〈ケリー・ラッセル〉）※日本テレビ版
- シンデレラ・ボーイ ※日本テレビ版
- スウォーズマン 女神伝説の章（ツァイツァイ〈ミッシェル・リー〉）
- スキャンダル（アンジェラ・ビール〈ジーナ・ガーション〉）
- TAXi2（リリー・ベルティノー〈マリオン・コティヤール〉）※フジテレビ版
- ダークマン ※テレビ朝日版
- 月に願いを（タシュ〈クローディア・カーヴァン〉）
- TSUNAMI -ツナミ-（ユジン〈オム・ジョンファ〉）
- 飛ぶ教室（ヨナタン・トロッツ）
- トゥルー・クライム（ジェーン・マーチ〈シドニー・ターミア・ポワチエ〉）※日本テレビ版
- ドラゴン・ワールド（ベス・アームストロング〈ブリトニー・パウエル（英語版）〉）
- ビバリーヒルズ・コップ3（チケット販売員）※フジテレビ版
- ヒューゴ・プール（ヒューゴ〈アリッサ・ミラノ〉）
- ファイアーライト/情炎の愛（ルイザ・ゴドウィン〈ドミニク・ベルコート〉）
- ファイナル・デスティネーション（テリー・チャニー）※テレビ朝日版
- フェイス・イン・ラブ（ゾラ・バンクス〈サナ・レイサン〉）
- フォエバー・フレンズ（子供時代のヒラリー）※テレビ東京版
- ふたりの男とひとりの女（ライラ〈トレイラー・ハワード〉）
- ブラック・ドッグ（トレイシー・クルーズ）※DVD・ビデオ版
- ブラック・マスク（トレイシー〈カレン・モク〉）
- プリティ・ウーマン（キット・デ・ルカ〈ローラ・サン・ジャコモ〉[70]）※テレビ朝日版
- F.L.E.D./フレッド（シンディ・ヘンダーソン〈ブリトニー・パウエル〉）
- ベオウルフ（カイラ〈ローナ・ミトラ〉）
- ボーイズ・オン・ザ・サイド
- ホット・チック（エイプリル〈アンナ・ファリス〉）
- ぼくのバラ色の人生（ゾエ・ファーブル）
- ポネット（いとこのデルフィーヌ〈デルフィーヌ・シルツ〉）
- ポルターガイスト（ダナ・フリーリング〈ドミニク・ダン〉）※TBS版
- マイ・ガール ※ソフト版
- マペットめざせブロードウェイ!（ジェニー〈ジュリアナ・ドナルド〉）※ソニー・ピクチャーズ版
- 身分証明のない女（エリザベス）
- ミルドレッド（アン・メアリー・マーガレット・ホークス〈モイラ・ケリー〉）
- メラニーは行く!
- 勇気あるもの（エミリー）
- ゆかいなブレディー家/トラブルinハワイ（ジャン・ブレディー〈ジェニファー・エリス・コックス〉）
- スティーヴン・キングのランゴリアーズ（ダイナ）※NHK版
- リーサル・ウェポン3（キャリー・マータフ）※ソフト版
- 理由（ケイト・アームストロング〈スカーレット・ヨハンソン〉）※ソフト版
- リリス（キャサリン）
- 霊幻少女 帰って来たテンテン（テンテン）
- 霊幻道士6 史上最強のキョンシー登場!!（チュチュ〈ロレッタ・リー〉）
- ローマの休日（アン〈オードリー・ヘプバーン〉）※パブリック・ドメインDVD版
- ロスト・ワールド/ジュラシック・パーク
- ロボコップ3（ニコ）※テレビ東京版
- わかれ路（ミーガン・イーストマン〈ジェニファー・モリソン〉）

#### ドラマ
- アボンリーへの道（フェリシティ・キング）
- アメリカン・ゴシック とっておきの恐怖（マーリン・テンプル〈サラ・ポールソン〉）
- ER緊急救命室シリーズ
  - シーズン1 #8（ジェミー・ヘンドリックス〈ブリジッド・ブラナー〉
  - シーズン2 #15（リア）
  - シーズン3 #20（ブリジェット）
  - シーズン4 #10（ジーナ）
  - シーズン5 #22（サラ）
  - シーズン6 #13（ロビー・エデルスタイン〈アントン・イェルチン〉）
  - シーズン7 #22（テッド）
- ウルトラマンパワード（カレン・ミラー）
- カサンドラ〜愛と運命の果てに（英語版）（カサンドラ役〈コライマ・トーレス（英語版）〉）
- ザ・ホスピタル（カン・ウェンリー）
- 青春の城 コビントン・クロス（アレクサンドラ・マレンズ〈ローラ・ハワード〉）
- フェニックスと魔法のじゅうたん（ロバート）
- フルハウス（アーロン・ベイリー〈ミコ・ヒューズ〉）※シーズン5以降
- 名探偵ポワロ 第三の女（フランシス）
- めぐり逢えたら（客室乗務員）※フジテレビ版
- 愉快なシーバー家（デビー）
- 夢見る子犬・ウィッシュボーン（デビッド）
- ONE PIECE（ナミ〈エミリー・ラッド〉[71]）

#### アニメ
- アメリカ物語 ファイベルの冒険（ファイベル）
- X-MEN（テレビ東京版）（スパイラル）
- ザ・ブック・オブ・プー（ケシー）
- 新くまのプーさん（ケシー）
- チップとデールの大作戦（ジッパー、クロー）※新吹き替え版
- トムとジェリー（トムのガールフレンド）
- トムとジェリーキッズ（トリバー）
- ピンクパンサー（コンピューター、サラ）
- ファン・アンド・ファンシー・フリー（ハープ（台詞）、ルアナ・パットン）※WOWOW版
- リブート（フジテレビ版）（マイク女、バイノーム）
- ダックテイルズ（デラ・ダック）

### ラジオ
- KADOKAWA電波マガジン 岩永哲哉と岡村明美のASUKA→JAM（TOKYO FM系全国ネット 1997年10月 - 1998年）
- BINTANG GARDEN（FM802：2011年4月2日）

### デジタルコミック
- 「フルーツバスケット」音声入りまんがDVD〜旅立ちの日、再び〜（2012年、満） - 『花とゆめ』24号応募者全員サービス

### テレビドラマ
- ケータイ刑事 銭形零（1stシリーズ第12話：須田伸子）
- 世にも奇妙な物語 「ゴムゴムの男」（2015年） ‐ ナミの声

### その他
- みんなのうた『アフターマン』
  - NHKみんなのうたよりVOL.32〜チュンチュンワールド〜（キングレコードKICG-146）収録
- ベネッセコーポレーション 進研ゼミ小学講座
  - 「チャレンジ1年生」「チャレンジ2年生」「チャレンジ3年生」（キッズ〈井上きずな〉）
  - 「チャレンジ4年生」（はなっち〈五十嵐花〉）
- 『ハローキティと学ぼう はじめての○○』シリーズ（キティ）
- ギャグマンガ日和（ジャンプフェスタ版）（料理番組アシスタント）
- アニメ・ナビu(2011年4月4日/サンテレビジョン)※顔出し出演
- 『ONE PIECE』カーナビゲーション（ナミ）
- サンリオピューロランド内「夢のタイムマシン」上映 「ONE PIECE 3D 激走! トラップコースター」（ナミ）
- DJモノフェスタ（商品紹介など）
- こっこ（ナレーション）[72]
- テイルズ オブ フェスティバル 2013
- 超潜入!リアルスコープハイパー（ナレーション）
- <NONFIX>ボクが恋したラブドール〈Wナイト〉（ナレーション、2015年9月23日〈水〉26:50 - 27:50 放送〈CX：フジテレビ〉）
- アイ・アム・冒険少年（ナレーター）
- 朗読と能で描く陰陽師と鬼の世界「幽玄朗読舞・KANAWA」（鬼女、2021年9月1日・5日〈銀座博品館劇場〉）[73]